# Top Spin 4
Top Spin 4 è il quarto titolo della serie Top Spin. Sviluppato da 2K Sports per PlayStation 3, Xbox 360 e Wii, il gioco dispone di licenza giocatori professionisti, locali e attrezzature. Considerato da molti il miglior videogioco di simulazione tennistica mai realizzato, è stato pubblicato il 15 marzo 2011 in Nord America e il 18 marzo in Europa. Una demo scaricabile è stata pubblicata il 1º marzo per PS3 e Xbox 360. La versione PS3 supporta il PlayStation Move ed è compatibile anche in 3D. La versione Xbox 360 non supporta il Kinect, ma è compatibile 3D.

## ATP
ATP
- Roger Federer
- Rafael Nadal
- James Blake
- Novak Đoković
- Andy Murray
- Andy Roddick
- Nikolaj Davydenko
- Stan Wawrinka
- Gilles Simon
- Bernard Tomić

WTA
- Serena Williams
- Caroline Wozniacki
- Ana Ivanović
- Vera Zvonarëva
- Jelena Janković
- Eugenie Bouchard
- Dinara Safina

Leggende
- Boris Becker
- Björn Borg
- Patrick Rafter
- Ivan Lendl
- Pete Sampras
- Andre Agassi
- Jim Courier
- Michael Chang

## Tornei
Di seguito è riportato l'elenco di tutti i 40 campi che sono presenti nel gioco, di cui 7 di essi sono concessi in licenza.

### Tornei con licenza
Grande Slam
- Australian Open - Melbourne
- Open di Francia - Parigi
- US Open - New York

Masters 1000 / Premier Mandatory
- BNP Paribas Open - Indian Wells
- Sony Ericsson Open - Miami
- BNP Paribas Masters - Parigi

ATP Finals
- ATP World Tour Finals - Londra

### Tornei senza licenza
Grande Slam
- Dublin Open (Sostituisce Wimbledon) - Dublino

Masters 1000 / Premier Mandatory and Premier Five
- Madrid Sports Arena (Mutua Madrileña Madrid Open) - Madrid
- Stadio San Alessandro (Internazionali d'Italia) - Roma
- Court Principal (Monte Carlo Rolex Masters) - Montecarlo
- Shanghai Palace (Shanghai Masters) - Shanghai
- Canada Tennis Center (Canada Masters) - Toronto
- Cincinnati Tennis Center (Cincinnati Open) - Cincinnati

ATP 500 / Premier (Majors)
- Casablanca Stadium - Casablanca
- Barcelona Stadium - Barcellona
- Buenos Aires Tennis Center - Buenos Aires
- London Tennis Club - Londra
- Boston Bay Tennis Center - Boston
- Hamburg Stadthalle - Amburgo
- Moscow Tennis Arena - Mosca
- Texas Arena - Dallas
- Seoul Colosseum - Seul
- Amsterdam Tennis Park - Amsterdam

ATP 250 / International (Minors)
- Westside Drive - Houston
- Auckland Stadium - Auckland
- American Tennis Garden - San Francisco
- Thorsten Brom - Monaco
- Vienna Tennis Center - Vienna
- Stavgaard Tennis Hall - Stavgaard
- Abhijava Stadium - New Delhi
- Estadio do Sol - Estoril
- Grande Estadio de Chile - Santiago
- The Bauhinia - Hong Kong
- Kiev Indoor Arena - Kiev

Stadi
- Teranga Tennis Court - Dakar
- Silvjie Krleza - Omis
- Bermuda Stadium - Hamilton
- Atlanta's Doves - Atlanta
- Dubai Sports Complex - Dubai

## Accoglienza
La rivista Play Generation diede alla versione per PlayStation 3 un punteggio di 91/100, apprezzando la struttura di gioco, il livello di realismo di ogni scambio e la compatibilità con Move e come contro l'assenza di molte innovazioni rispetto al precedente anno ed i tempi di caricamento eccessivi, finendo per trovarlo il massimo per un appassionato di tennis, una simulazione completa in cui il realismo e giocabilità si univano in un'ottima realizzazione.